# نوبو ناشيرو
نوبو ناشيرو (باليابانية: 名城信男) مواليد 12 أكتوبر 1981 في اليابان، هو ملاكم ياباني. حقق بطولة رابطة الملاكمة العالمية.

## إحصائيات
خاض خلال مسيرته 26 نزالا، فاز في 19 وتعادل في 1 وخسر في 6. فاز بالضربة القاضية في 13 نزالا.

## روابط خارجية
- نوبو ناشيرو على موقع بوكس ريك (الإنجليزية) (registration required)